# Weingut Familie Weber
Das Weingut Familie Weber in Lutzmannsburg ist ein österreichisches Weingut im Weinbaugebiet Mittelburgenland.
Gegründet wurde das Weingut von Johann Weber, danach übernahm sein Sohn Rudolf Weber das Familienweingut. Aktuell sind Helmut Weber und dessen Sohn Günther Weber für die Weinbereitung verantwortlich (Stand 2024).
Die Rebfläche beträgt 10 Hektar (Stand 2024), ausschließlich mit roten Rebsorten, hauptsächlich Blaufränkisch, bestockt. Daneben werden Zweigelt, Cabernet Sauvignon und Merlot angebaut. Premiumweine des Betriebes sind der Blaufränkisch Weißleit’n und die Cuvée Avus. Die Weingärten befinden sich in den Rieden Auleiter, Altsatz und Kirchner.